# Palophagus australiensis
Palophagus australiensis es una especie de coleóptero de la familia Megalopodidae.

## Distribución geográfica
Habita en Nueva Gales del Sur (Australia).